# 죽은 자와 산 자
"죽은 자와 산 자"(죽은 자와 산 자)는 한국에서 제작된 이강천 감독의 1966년 영화이다. 신영균 등이 주연으로 출연하였고 우기동 등이 제작에 참여하였다.

## 출연

### 주연
- 신영균
- 김혜정
- 박암

## 기타
- 조명: 강용신
- 미술: 정우택